# Günther Jauch
Günther Johannes Jauch (ur. 13 lipca 1956 w Münsterze) – niemiecki prezenter i dziennikarz telewizyjny, znany z niemieckiej wersji lokalnej teleturnieju Who Wants to Be a Millionaire? – Wer wird Millionär?. 

## Programy
Programy telewizyjne, które prowadził lub prowadzi
- Wer wird Millionär? (Milionerzy)
- 5-Millionen SKL Show
- RTL-Skispringen (skoki narciarskie)
- UEFA Champions League (Europejska piłka nożna)
- Stern TV
- Menschen, Bilder, Emotionen (Ludzie, Obrazy, Emocje)
- Grips-Show
- Der Große IQ-Test (Wielki Test IQ)
- Die 1 Million SKL Show
- Das aktuelle Sport-Studio